# Sistema electrònic d'instruments de vol

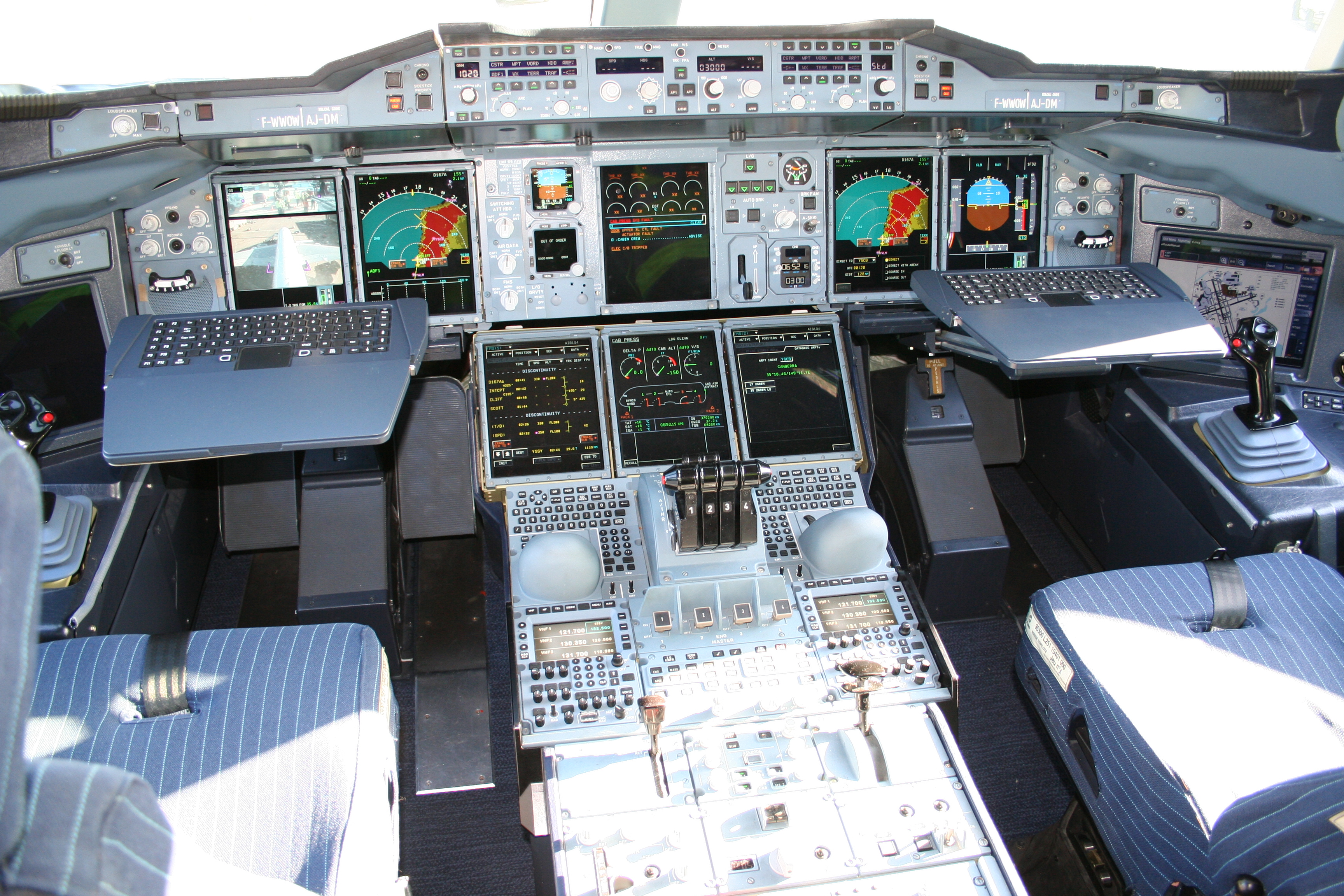
EFIS en un Airbus A380.

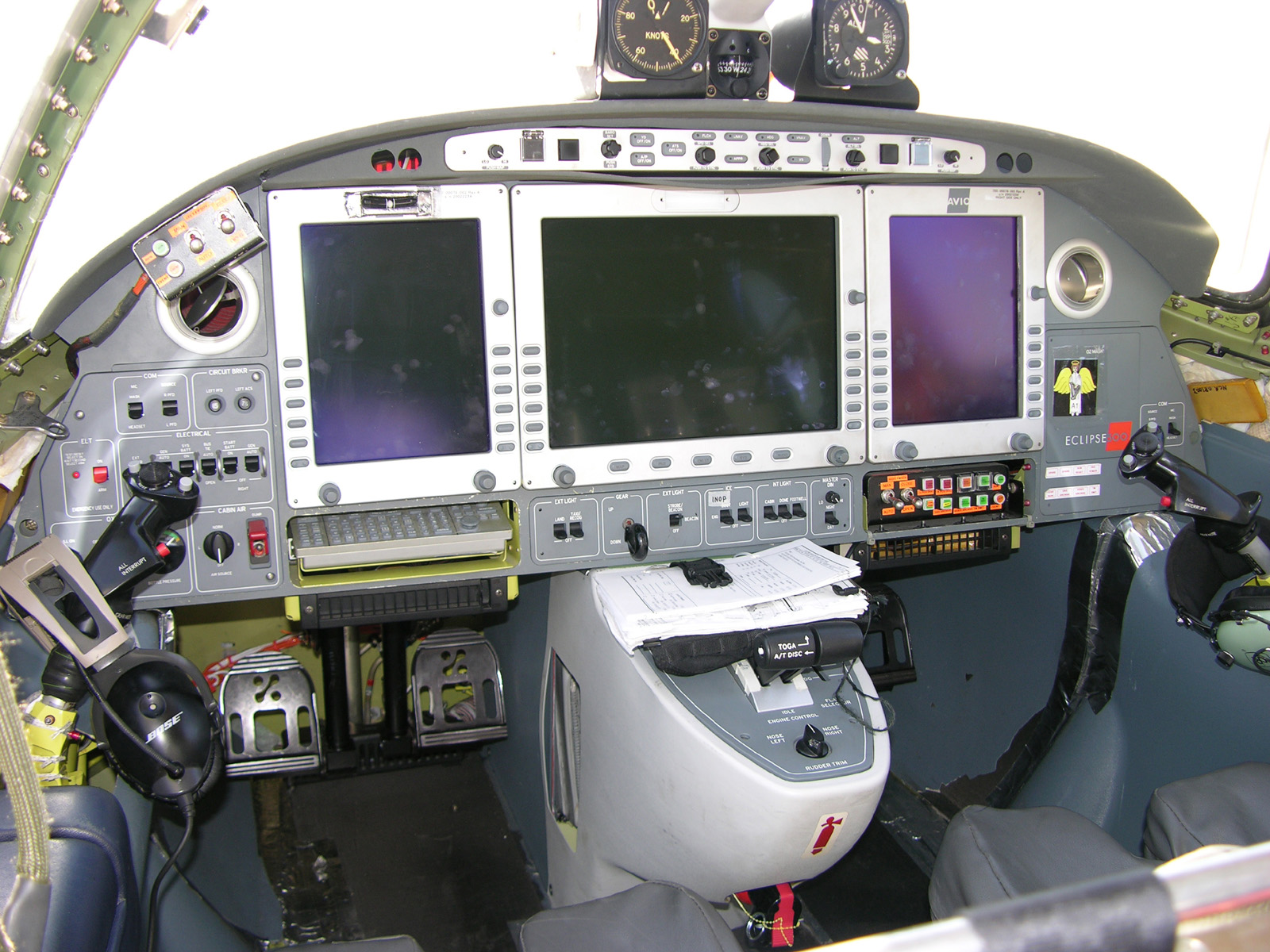
EFIS en un Eclipse 500.

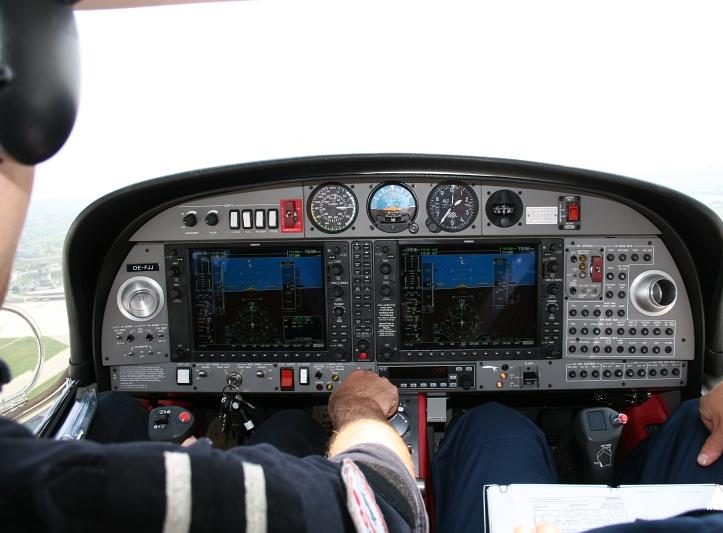
Garmin G1000 en un Diamond DA42.

Un  sistema electrònic d'instruments de vol, o  EFIS  per les seves sigles en anglès (Electronic Flight Instrument System), és un sistema d'instruments de la cabina de vol on la tecnologia de visualització utilitzada és electrònica en lloc d'electromecànica. Un EFIS normalment consta d'una pantalla principal de vol (PFD), de pantalles multifunció (MFD) i d'una pantalla per al sistema d'indicació de motor i avís a la tripulació (EICAS). Tot i que els monitors de tipus tub de raigs catòdics (CRT) es van utilitzar inicialment, les pantalles de cristall líquid (LCD) són ara més comunes.
El complex indicador electromecànic d'actitud (ADI) i l'indicador de situació horitzontal (HSI) van ser els primers candidats per al reemplaçament per EFIS. No obstant això, ara hi ha pocs instruments de la cabina de vol per als quals no es disposi de pantalla electrònica.

## Descripció general
Les possibles aplicacions de sistemes EFIS varien molt. Un avió lleuger pot ser equipat amb una unitat de pantalla on es mostrin les dades de vol i de navegació. Un avió de fuselatge ample és probable que tingui sis o més pantalles de presentació.
Una configuració EFIS tindrà els següents components:
- Pantalles de presentació
- Controls
- Processadors de dades

Un EFIS bàsic podria tenir tots aquests components en una sola pantalla amb pocs controls al panell.

## Pantalles de presentació

### Pantalla principal de vol
A la cabina de vol, les pantalles de presentació són les parts més visibles d'un sistema EFIS, i són les seves característiques les que donen lloc al nom de "cabina de pilotatge de vidre". La pantalla de presentació que pren el lloc del ADI es diu pantalla principal de vol (en anglès Primary Flight Display o PFD). Si una pantalla separada substitueix la HSI, es diu pantalla de navegació. El PFD mostra tota la informació crítica per al vol, inclosos la velocitat aerodinàmica, l'altitud, el rumb, l'actitud, la velocitat vertical i la guinyada. La PFD està dissenyada per millorar la consciència de la situació d'un pilot mitjançant la integració d'aquesta informació en una sola pantalla enlloc de sis diferents instruments analògics, reduint així la quantitat de temps necessari per controlar els instruments. La PFD també augmenta la consciència situacional de la tripulació de l'avió en alertar de condicions inusuals o potencialment perilloses - per exemple, de baixa velocitat o d'alta taxa de descens.
Els noms de "Electronic Attitude Director" i "Electronic Horitzontal Situation Indicator" són utilitzats per alguns fabricants. No obstant això, una ADI simulada és només la peça central de la PFD. La informació addicional està superposada a les dues i disposats al voltant del gràfic.
El PFD i la pantalla de navegació (i la pantalla multi-funció, quan estigui instal·lada) sovint són físicament idèntiques. La informació mostrada està determinada pel sistema d'interfícies en què estan instal·lades les pantalles. Així, l'explotació de les peces de recanvi s'ha simplificat: les pantalles poden instal·lar-se en qualsevol posició.
Les unitats LCD generen menys calor que els monitors CRT, un avantatge en un panell d'instruments atapeït. Els LCD són més lleugers i ocupen menys volum.

### Multi-Function Display (MFD)/Navigation Display (ND)
El MFD (Multi-Function Display) mostra la navegació i la informació en temps real de múltiples sistemes. Les pantalles multifuncionals amb freqüència es van concebre com "Cartes centralitzades" o "Cartes Digitals", on les tripulacions poden superposar informacions diferents sobre un mapa o un gràfic. Exemples d'informació de superposició MFD poden incloure: pla de ruta actual de l'aeronau, informació del temps proveïda al radar de bord o bé pels radars meteorològics terrestres --per exemple, NEXRAD, l'espai aeri restringit i el trànsit d'aeronaus. Els equips multifuncionals també poden ser utilitzats per veure altres tipus de recobriment de dades (per exemple, el pla de ruta actual). Els MFD ajuden a calcular la superposició de dades de tipus, per exemple: el lliscament de ràdio de l'aeronau (donada la situació actual sobre el terreny), els vents, i la velocitat de l'aeronau i/o la velocitat vertical.
Les pantalles multifuncionals també poden mostrar informació sobre els sistemes d'aeronaus com ara el combustible i els sistemes elèctrics. Igual que amb la PFD, l'MFD pot canviar en color o forma en funció de les dades per alertar la tripulació sobre situacions perilloses.